# Sphragis (Biologie)

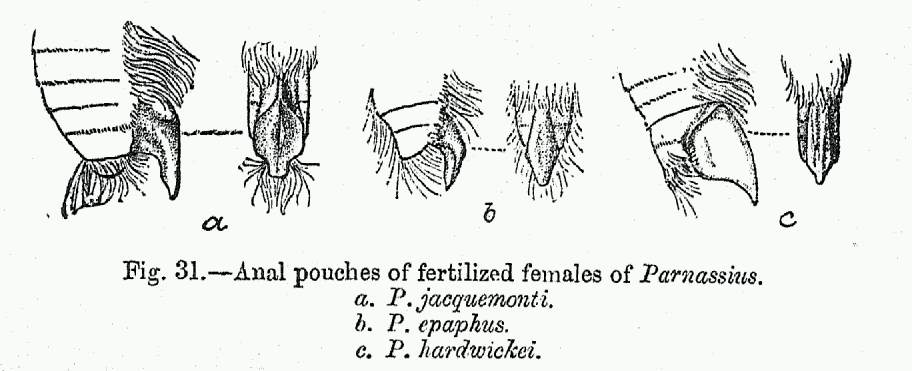
Die Sphragis bei drei verschiedenen Parnassius-Arten
a) P. jacquemonti
b) P. epaphus
c) P. hardwickei

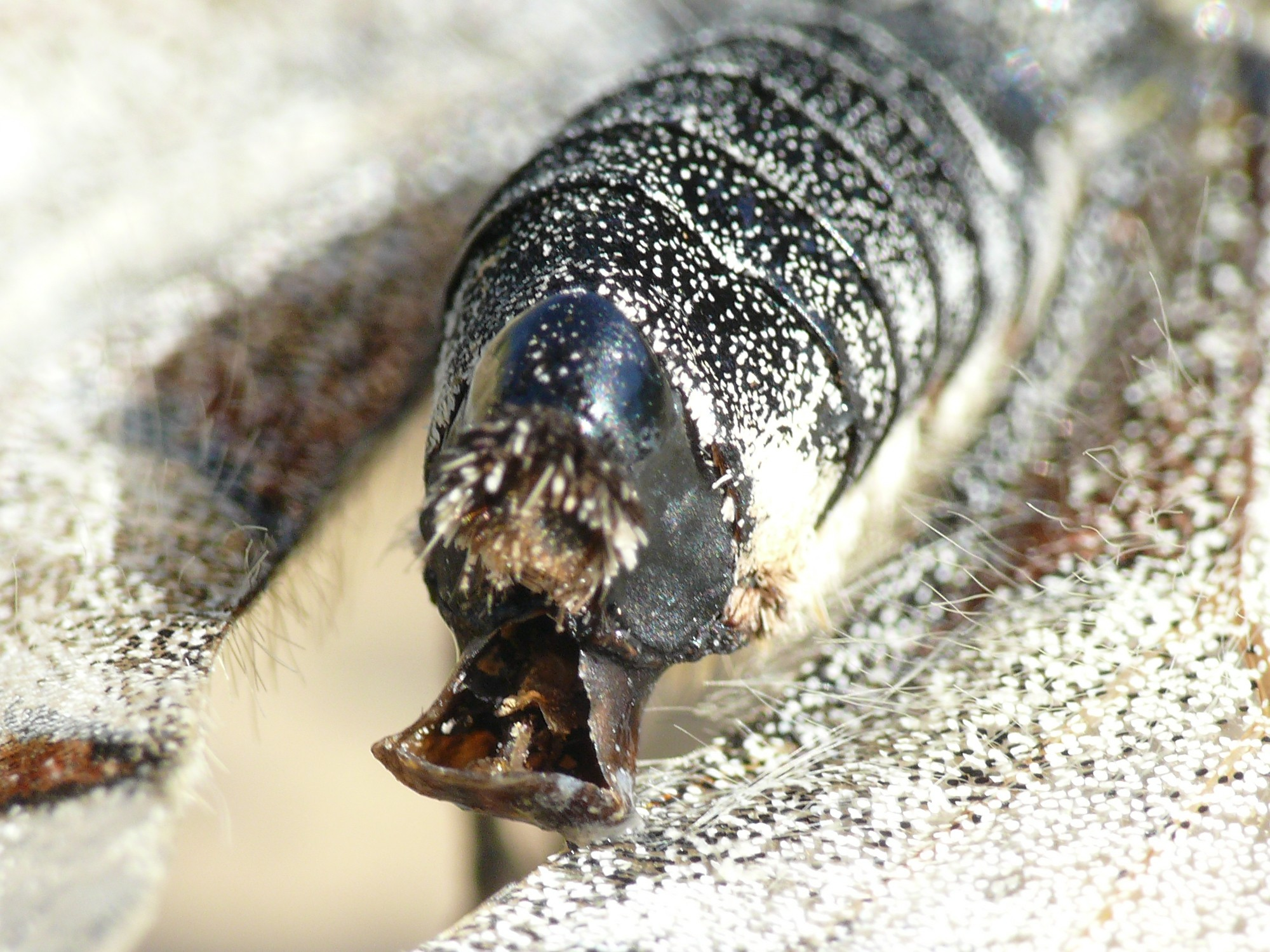
Sphragis des Roten Apollo

Mit Sphragis wird ein horniges Gebilde aus Chitin am Hinterleib von weiblichen Schmetterlingen bezeichnet, welches aus einem weißen Sekret des männlichen Falters nach der Begattung gebildet wird und noch während der Paarung aushärtet. Sie verhindert eine erneute Begattung, kann mehrere Millimeter lang werden und befindet sich an der Unterseite des Hinterleibs. Besonders stark ausgeprägt ist sie bei Arten der Unterfamilie Parnassiinae in der Familie der Ritterfalter, von der in Mitteleuropa der Rote Apollo, der Schwarze Apollo und der Alpenapollo vorkommen.
Der Name kommt vom altgriechischen σφραγίς, das Siegel. Die deutsche Bezeichnung Begattungstasche ist nicht eindeutig, da sie auch für die Bursa copulatrix der Wirbellosen benutzt wird, zu denen auch die Insekten gehören.